# Vararia rugosispora
Vararia rugosispora är en svampart som beskrevs av Boidin, Lanq. & Gilles 1980. Vararia rugosispora ingår i släktet Vararia och familjen Lachnocladiaceae.   Inga underarter finns listade i Catalogue of Life.